# Fluorek uranu(VI)
Fluorek uranu(VI), UF6 – nieorganiczny związek chemiczny z grupy fluorków. Wykorzystywany jest w procesie wzbogacania uranu.
Występuje w formie szarych kryształów. Wysoce toksyczny, reaguje z wodą (tworząc żrący i toksyczny kwas fluorowodorowy), wykazuje właściwości korodujące w kontakcie z wieloma metalami. W reakcji z glinem (aluminium) tworzy podobnie jak tlen warstwę pasywną fluorku AlF3, która zabezpiecza przed dalszą korozją metalu.

## Otrzymywanie
Sproszkowana ruda uranu – U3O8 (uraninit) lub Yellowcake – jest poddawana działaniu kwasu azotowego tworząc azotan uranylu UO2(NO3)2. Mieszaninę poddaje się ekstrakcji w celu wydzielenia czystego związku, który następnie poddany działaniu amoniaku tworzy sól kwasu uranowego – uranian amonu (NH4)2U2O7. Pod wpływem wodoru zachodzi redukcja do tlenku uranu (UO2), który pod wpływem fluorowodoru tworzy fluorek uranu(IV) (UF4). Utleniając tetrafluorek fluorem uzyskuje się produkt końcowy – fluorek uranu(VI) (UF6).

## Zastosowanie w wzbogacaniu paliwa jądrowego
Uran wzbogacany jest przy użyciu dwóch podstawowych metod: wirowanie frakcjonujące przy użyciu szybkoobrotowych wirówek wzbogacających działających na zasadzie sił odśrodkowych oraz w procesie dyfuzji frakcjonującej wykorzystującej błony półprzepuszczalne.

## Koszt energetyczny wzbogacania
Dyfuzja frakcjonująca zużywa około 60 razy więcej energii niż wirowanie frakcjonujące, jednak nawet wtedy koszt energii zużytej przez dyfuzję to zaledwie 4% uzyskiwanej energii podczas reakcji rozszczepienia jąder uranu U235 w reaktorze atomowym.